# Phan Điện
Phan Điện (1875-1945), thường gọi là Cố Điện hay Đầu xứ Điện, là một danh sĩ và chí sĩ Việt Nam đầu thế kỷ 20.

## Cuộc đời và sự nghiệp
Ông sinh năm Ất Hợi 1875, quê làng Tùng Ảnh, huyện La Sơn, tỉnh Hà Tĩnh (nay thuộc xã Tùng Ảnh, huyện Đức Thọ, tỉnh Hà Tĩnh), cư ngụ và sinh sống tại tỉnh Hà Đông (nay thuộc Hà Nội). Ông thuộc đời thứ 21 họ Phan - Tùng Mai.
Ông xuất thân trong một gia đình khoa bảng lâu đời tại đất Nghệ Tĩnh, hậu duệ của Tiến sĩ Phan Dư Khánh (đỗ Tiến sĩ 1481) một danh thần triều Lê, đồng tộc với Tiến sĩ Phan Bá Đạt, Thượng thư triều Nguyễn, là những bậc đại khoa đương thời.
Các bậc cha của ông đều tham gia phong trào Cần Vương chống thực dân Pháp. Ông thuộc hàng nhà nho Nghệ Tĩnh vừa duy tân vừa thủ cựu, chống đối chế độ bảo hộ Pháp, căm ghét triều Nguyễn bất lực để mất nước.
Sau cuộc khủng bố nghĩa quân Phan Đình Phùng do Nguyễn Thân cầm đầu, Phan Điện ra Bắc (Hà Đông) mưu sinh bằng nghề dạy học cho đến khi qua đời đầu năm Ất Dậu 1945.
Ông thường tỏ nỗi bất bình của mình trước bọn xu phụ thực dân, bọn tay sai bán nước nên cuộc đời cũng như thơ văn ông đều tượng trưng cho tinh thần của giới trí thức chống đối cường quyền đang lộng hành trong xã hội. Ông để lại nhiều vần thơ tự sự và trào phúng tỏ rõ khí tiết của mình, nay đã biên soạn thành tập thơ Phan Điện.
Hai con trai ông là Phan Anh và Phan Mỹ, đều là những trí thức danh tiếng tại Việt Nam giữa thế kỷ 20, từng giữ chức Bộ trưởng trong chính phủ Việt Nam Dân chủ Cộng hòa.